# سای فای
سای فای (به انگلیسی: Syfy) یک شبکه تلویزیونی کابلی آمریکایی است که بیشتر برنامه‌هایی در ژانر علمی-تخیلی، درام، کشتی، فانتزی، فراطبیعی و ترسناک پخش می‌کند. این شبکه در ۲۴ سپتامبر ۱۹۹۲ شروع به کار کرد و هم‌اکنون بخشی از ان‌بی‌سی یونیورسال و زیرمجموعه کامکست است.
تا اوت ۲۰۱۳ تقریباً ۹۷٬۴۷۷٬۰۰۰ آمریکایی سای فای دریافت کرده‌اند.

## تاریخچه
در ۱۹۸۹ مایکل ربنستین و همسرش لوری سیلور کانال سای فای را به وجود آوردند و تصمیم به پخش آن در دسامبر ۱۹۹۰ کردند.
اما منابع ان را در اختیار نداشتند.